# John Francis Wade
John Francis Wade (* um 1711; † 16. August 1786 in Lancashire) war ein englischer Notenkopist. Bekannt wurde er vor allem für die Überlieferung des Weihnachtsliedes Adeste fideles. Ob er auch der Autor des Liedes ist, muss offenbleiben.

## Leben
Über Wades Leben ist abgesehen von einem kurzen Nachruf in J. P. Coghlans Laity Directory von 1787 wenig bekannt. Er war höchstwahrscheinlich ein Konvertit zum Katholizismus und wurde wohl am Dominikanerkolleg in Bornem (Belgien) als Schreiber von Choralnotation ausgebildet. Der gläubige Katholik Wade verdiente seinen Lebensunterhalt mit dem Kopieren von geistlichen Gesängen, die unter katholischen Kreisen in England kursierten. Er setzte dies auch fort, nachdem er 1745 nach der Niederschlagung des zweiten Jakobitenaufstandes nach Douai in Frankreich ins Exil ging. Am dortigen katholischen Kolleg war er unter anderem für den Kirchengesang zuständig. Später kehrte er nach England zurück, wo er 1751 als pensioner im Haus von Nicholas King in Lancashire nachweisbar ist. 1786 verstarb er im Alter von 75 Jahren. Manche moderne Nachschlagewerke verzeichnen ihn fälschlich als katholischen Priester, in seinem Nachruf wird er jedoch ausdrücklich als Laie bezeichnet.
Der englische Musikhistoriker Bennett Zon glaubt, dass Wade in seinen Handschriften versteckte jakobitische Botschaften transportierte, und hält Adeste fideles für eine Hymne auf Charles Edward Stuart.